# جونجی ساکاموتو
جونجی ساکاموتو (انگلیسی: Junji Sakamoto؛ زادهٔ ۱ اکتبر ۱۹۵۸) کارگردان و فیلم‌نامه‌نویس اهل ژاپن است.